# Sannohe (huyện)
Sannohe (三戸郡 Sannohe-gun) là huyện thuộc tỉnh Aomori, Nhật Bản. Tính đến ngày 1 tháng 10 năm 2020, dân số ước tính của huyện là 62.594 người và mật độ dân số là 65 người/km2. Tổng diện tích của huyện là 969,3 km2.